# Psałterz puławski

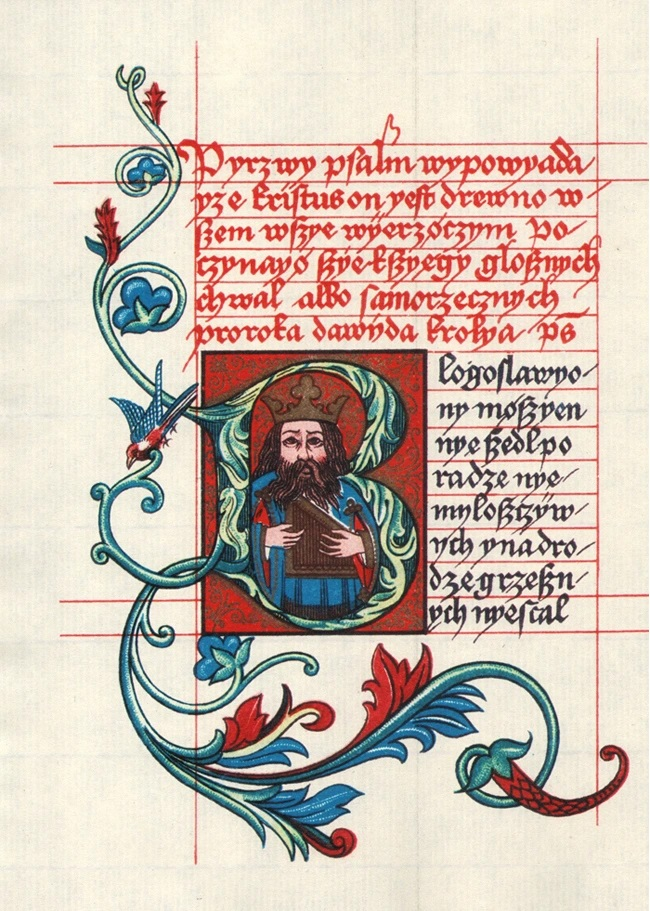
Początek Psalmu 1 poprzedzony interpretacją chrystologiczną i przedstawieniem króla Dawida jako śpiewaka psalmów w inicjale

Psałterz puławski – polski rękopiśmienny przekład Księgi Psalmów powstały pod koniec XV wieku. Nie jest znany jego autor, ani dokładny czas powstania. Manuskrypt psałterza przechowywany jest w Muzeum Czartoryskich w Krakowie (sygnatura: 1269).

## Historia psałterza
Psałterz puławski, jak na to wskazuje umieszczona w nim dedykacja, w 1533 roku należał do rodziny Komorowskich. Następnie został podarowany nieznanej osobie przez Jana Komorowskiego. W roku 1617 rękopis należał do Jana Rębielińskiego na Rusi. W XVIII wieku znajdował się już w zbiorach Biblioteki Czartoryskich w Puławach co nadało mu nazwę. Ze zbiorów Biblioteki Czartoryskich Psałterz trafił do Muzeum Czartoryskich w Krakowie, gdzie jest przechowywany.
Pierwszą informację o psałterzu podał Tadeusz Czacki, który jednak mylnie nazwał go Psałterzem królowej Jadwigi.

## Opis
Rękopis powstał pod koniec XV lub na początku XVI wieku. Został starannie wykonany przez nieznanego autora na pergaminie. Psałterz przepisał jeden pisarz pochodzący prawdopodobnie z południowej Wielkopolski lub pogranicza Wielkopolski i Małopolski, na co wskazują cechy językowe zabytku. Został on ozdobiony inicjałami oraz kolorową ilustracją Trójcy Przenajświętszej na ostatniej karcie. Ten iluminowany manuskrypt o grubości 10 cm zawiera 312 kart o rozmiarach 15,5×11,5 cm. Każda kolumna zawiera 14 linijek tekstu, które zapisano literami sporów rozmiarów w stosunku do formatu rękopisu. Oprócz tekstów psalmów rękopis zawiera kilka kantyków Starego Testamentu oraz atanazjańskie wyznanie wiary.
Przed procesem pisania psałterza każda jego karta została najpierw liniowana dziesięcioma cienkimi, czerwonymi kreskami, co miało ułatwić równe pisanie. Później na tych liniach zapisano czarnym atramentem duże i wyraźne litery psalmów. Czerwonym atramentem pisarz kaligrafował wszystkie duże litery oraz swoje komentarze o charakterze alegorycznym i historycznym, zawierające również wskazówki dotyczące sposobu odmawiania psalmu oraz związek treści psalmu z życiem króla Dawida. Jest to pierwszy polski psałterz opatrzony komentarzem.
Kodeks ten był prawdopodobnie przeznaczony dla osoby świeckiej lub duchownego świeckiego. Wynika to z układu psalmów, które podobnie jak w brewiarzach zostały ułożone według dni tygodnia i pory dnia (jutrznia, pryma, tercja, sexta, nona, nieszpory). Na podstawie badań nad tekstem Psałterza puławskiego wysnuto hipotezę, że ten rękopis jest kopią starszego kodeksu, który posłużył za źródło polskiego tekstu Psałterza floriańskiego. Różnica między zabytkami dotyczy głównie innego podziału psalmów. Aleksander Brückner uważał, że Psałterz puławski zawiera tekst bardziej archaiczny niż Psałterz floriański choć zapisany nowszym stylem kaligrafii. Różnica ta wynika z własnej inwencji i upodobań kopistów obu psałterzy.

## Wartość literacka
Psałterz jest zabytkiem pisowni złożonej II stopnia – pojawiają się dwuznaki (np. pyrzwy), miękkość zaznaczana jest przy pomocy 'y' (nye), jedna głoska może mieć różne realizacje graficzne (rzucza).
O wysokiej wartości Psałterza puławskiego przekonany był Czesław Miłosz, który inspirował się nim przy własnym przekładzie Księgi Psalmów. Według Miłosza, Psałterz puławski góruje zwartością i bogactwem rytmicznym nad przekładami z wieku szesnastego.

## Wydania Psałterza puławskiego
- Psałterz puławski. Z kodeksu pergaminowego Ks. Władysława Czartoryskiego, przedruk homograficzny wykonali Adam i Stanisław Pilińscy, Poznań (1880)
- Psałterz puławski. Wstęp. Tekst z rękopisu Muzeum Ks. Czartoryskich w Krakowie. Uwagi krytyczne i warianty Psałterza Floriańskiego, (oprac.) Stanisław Słoński, Warszawa (1916).